# Blessed (álbum)
Blessed es un álbum de Beenie Man lanzado en 1995. Contiene dúo con cantantes de hip hop y R&B.
Llegó al número 12 en el Billboard Reggae Album Chart.

## Lista de canciones
1. "Blessed" (Davis/Henton/Jackson/Morgan) – 3:39
2. "Slam" (Kelly) – 2:45
3. "Freedom" (Davis/Dennis/Dunbar/Roberts) – 4:00
4. "Stop Live in a de Pass" (Davis/Dunbar) – 3:51
5. "Acid Attack" (Davis/Dennis/Roberts/Thomas/Williams) – 3:55
6. "Modelling" (Davis/Fluxy/Mafia) – 3:47
7. "Matie a Come" (Crossdale/Davis/Dennis/Kelly/Miller) – 3:49
8. "Man Moving" (Davis/Dennis/Dunbar/Roberts) – 3:45
9. "World Dance" (Davis/Henton/Jackson) – 3:43
10. "Tear off Mi Garment" (Aquaman/Davis/Dennis/Jackson/Roberts/Thomas) – 3:58
11. "New Name" (with Lukie D.) – 3:44
12. "Weeping & Mourning" (Crossdale/Davis/Dennis/Miller/Roberts) – 3:52
13. "Heaven Vs. Hell" (Davis/Dennis/Dunbar/Morgan) – 3:46
14. "See a Man Face" (Crossdale/Davis/Dennis/Jackson/Miller/Roberts) – 3:46

- Datos: Q4926234